# Perconia armoris
Perconia armoris là một loài bướm đêm trong họ Geometridae.